# Pristimantis susaguae
Pristimantis susaguae es una especie de anfibio anuro de la familia Craugastoridae.

## Distribución
Esta especie es endémica del departamento de Cundinamarca en Colombia. Habita entre los 2 530 y 2 900 m de altitud en la vertiente occidental de la Cordillera Oriental.

## Etimología
El nombre de la especie fue dado en referencia al lugar de su descubrimiento, el río Susaguá.

## Publicación original
- Rueda-Almonacid, Lynch, & Galvis-Peñuela, 2003 : Una nueva especie de anfibio (Anura: Leptodactylidae) de los alrededores de la Sabana de Bogotá, Colombia. Revista de la Academia Colombiana de Ciencias Exactas, Físicas y Naturales, vol. 27, n.º 104, p. 461-466.[5]